# I Like to Play Games Too
Pour plus de détails, voir Fiche technique et Distribution.
I Like to Play Games Too est un film américain co-écrit et réalisé par Edward Holzman, sorti en 1999.

## Fiche technique
- Titre : I Like to Play Games Too
- Réalisation : Edward Holzman
- Scénario : David Keith Miller, Edward Holzman
- Producteur :
- Production :
- Distributeur :
- Musique :
- Pays d'origine :  États-Unis
- Langue d'origine : Anglais américain
- Genre : Drame, romance, érotique
- Durée : 1 h 36
- Dates de sortie :
  - États-Unis : 3 août 1999
  - Allemagne : 3 avril 2002 première télévisée

## Distribution
- Maria Ford : Suzanne
- Bobby Johnston : Dominick
- Kim Sill : Mona (créditée comme Kim Dawson)
- Stephanee LaFleur : Tracy
- Doug Kruse : Det. Carney
- Scott Carson : Nick
- Vince Vouyer : Al (crédité comme Gary Santangelo)
- Nenna Quiroz : Amber
- Catalina Larranaga : cambrioleur 1
- Nancy O'Brien : cambrioleur 2